# Kjálkafjörður

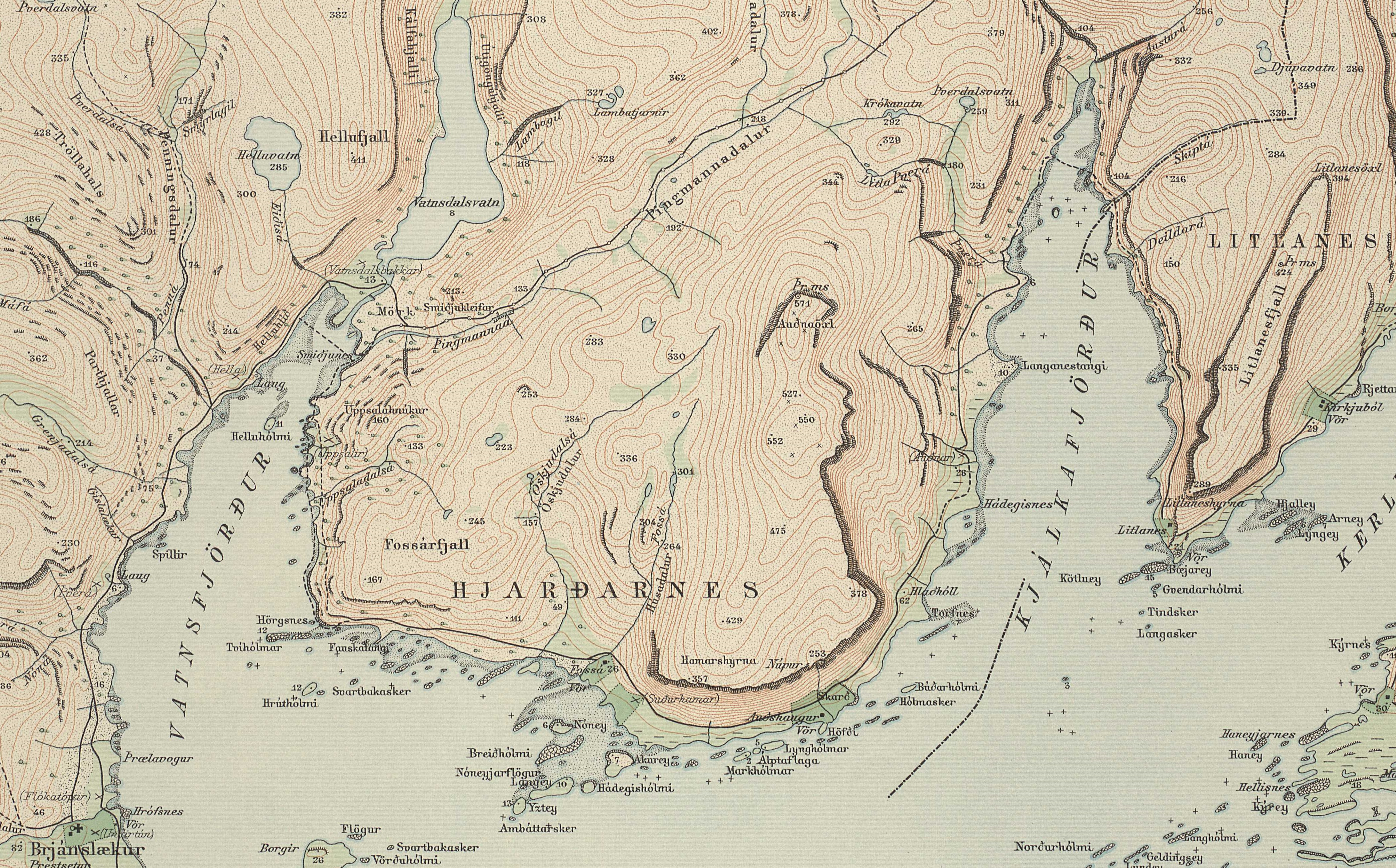
Mappa dell'area

Kjálkafjörður (in lingua islandese: Fiordo di kjálki) è un fiordo situato nel settore nordoccidentale dell'Islanda.

## Descrizione
Kjálkafjörður è uno dei fiordi della regione dei Vestfirðir. È una diramazione sulla sponda settentrionale del vasto Breiðafjörður. Il fiordo penetra per circa 6 km nell'entroterra.
Il Kjálkafjörður è compreso tra le penisole di Harðarnes a ovest, che lo separa dal fiordo Vatnsfjörður (Breiðafjörður), e Litlanes a est che lo separa dal Kerlingarfjörður.
Nel fiordo va a sfociare il fiume Skiptá, lungo il cui corso si trova la cascata Skiptárfoss che funge da confine tra i comuni di Reykhólahreppur e Vesturbyggð. Il corso del fiume invece fa daconfine tra le contee di Austur- e Vestur-Barðastrandarsýsla.

## Storia
Secondo il Landnámabók, lo storico libro degli insediamenti in Islanda, la denominazione del fiordo deriva dal nome del colono Geirsteinn kjálki che si insediò nella penisola di Hjarðarnes, all'imboccatura del fiordo.

## Vie di comunicazione
La strada S60 Vestfjarðavegur fa il giro del fiordo con un tratto lungo 15 km. Dal 2014 la costruzione di una diga su cui passa la strada e un nuovo ponte, ha accorciato il percorso, che però ora non transita più all'interno del fiordo.

## Clima
Il clima è quello tipico della tundra. La temperatura media è di -1 °C. Il mese più caldo è luglio con 10 °C; il più freddo gennaio con -8 °C.